# Wierzbowa Palisada

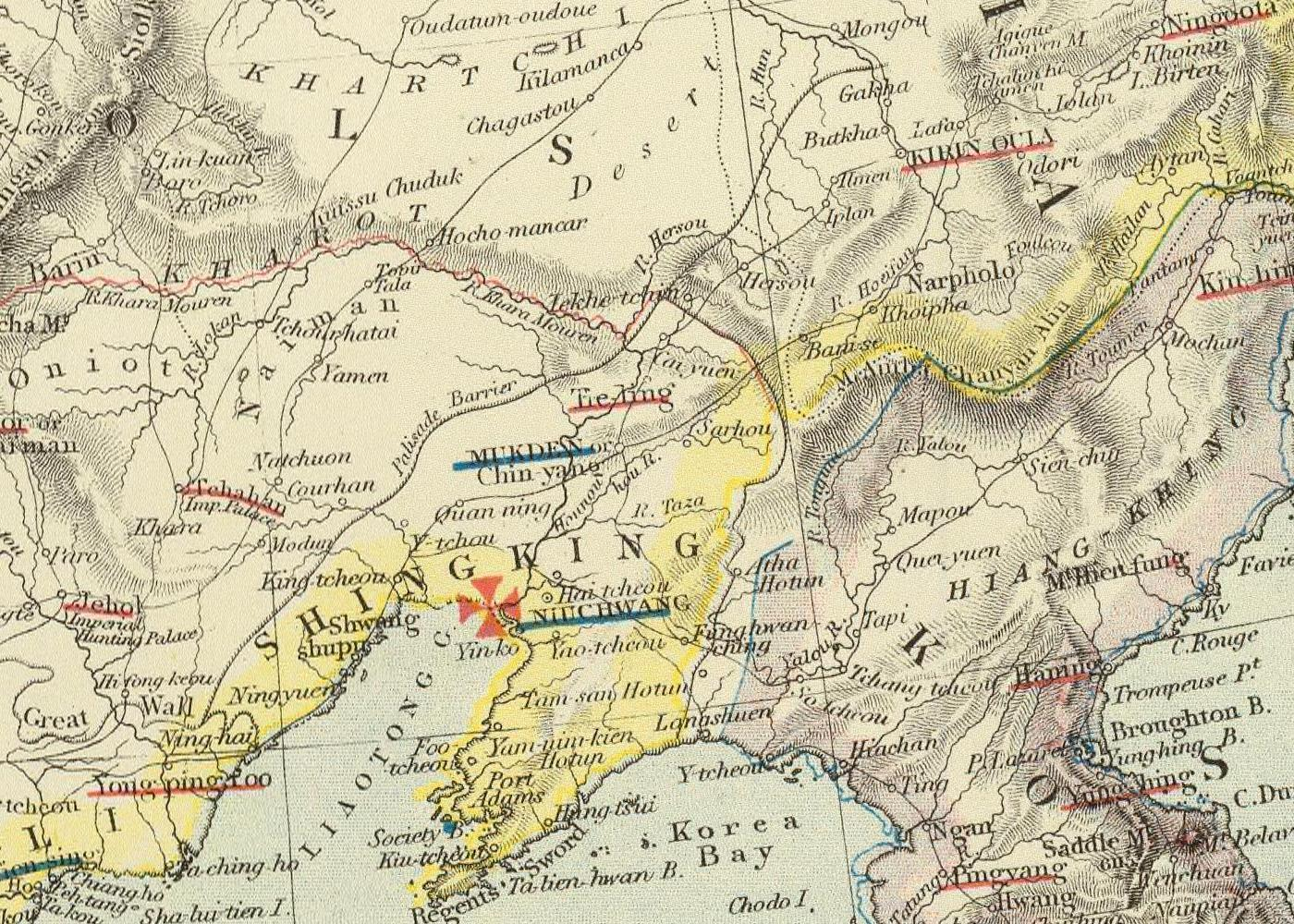
Mapa północno-wschodnich Chin z 1883 roku, z zaznaczonym przebiegiem Wierzbowej Palisady

Wierzbowa Palisada (chiń. upr. 柳条边; chiń. trad. 柳條邊; pinyin Liǔtiáo biān) – linia strażnic i umocnień na granicy Mandżurii, mająca w czasach dynastii Qing powstrzymać napływ Chińczyków na tereny zamieszkane przez Mandżurów i Mongołów.
Wzniesiona w drugiej połowie XVII wieku składała się z dwóch linii, biegnących od Wielkiego Muru do rzeki Sungari i od Kaiyuanu do granicy koreańskiej. Palisada składała się z dwóch biegnących równolegle do siebie wałów, o wysokości i szerokości 1 metra, przedzielonych rowem głębokim na 3,5 metra. Wały obsadzone były wierzbami, które dały nazwę całemu systemowi umocnień. Na terenach poza Palisadą zabroniono rdzennym Chińczykom osiedlania się, a tych mieszkających do tej pory wraz z jej budową zachęcono do przesiedlenia się na półwysep Liaodong.
Wierzbowa Palisada nie zdała egzaminu: w ciągnącej się na długości 900 kilometrów linii umocnień było zaledwie 19 bram-strażnic, z których teren podlegający pod każdą strzegło zazwyczaj nie więcej niż 50 żołnierzy chorągwianych. Tak słaba ochrona i de facto jedynie symboliczny charakter bariery sprawiły, że bardzo łatwo było przekroczyć granicę nielegalnie i w rzeczywistości migracje ludności nie były kontrolowane. Formalnie zakaz osiedlania się Chińczyków w Mandżurii został uchylony pod koniec XIX wieku, kiedy to cesarstwo stanęło w obliczu masowego napływu kolonistów rosyjskich na te obszary.